# Howard T. Odum
Howard Thomas Odum (1er septembre 1924, Chapel Hill, Caroline du Nord - 11 septembre 2002, Gainesville, Floride) est un écologue et théoricien des systèmes étatsunien. Il est connu pour ses travaux pionniers sur l'écologie des écosystèmes, fondés sur l'observation de modèles analogiques électriques, et pour ses propositions polémiques consistant à proposer des lois de la thermodynamique supplémentaires, sous l'impulsion de ses travaux sur l'analyse systémique.

## Biographie
Odum est le fils benjamin du sociologue systémiste Howard W. Odum, et le frère d'Eugene Odum, de dix ans son aîné. C'est par ce frère qu'Howard s'initia à l'ornithologie. Par la suite, il découvrit l'ichtyologie et la philosophie du vivant en fréquentant l'association du zoologiste Robert Coker, et s'initia à l'électricité en autodidacte, à la lecture de The Boy Electrician d'Alfred Powell Morgan.
Howard Thomas étudia la biologie à l'université de Caroline du Nord à Chapel Hill où, simple étudiant de licence, il publia néanmoins son premier article. Sa mobilisation dans l'US Air Force interrompit ses études : il fut affecté comme météorologue à une base de Porto Rico puis dans la Zone du canal de Panama. Il obtint finalement sa licence en zoologie en 1947, puis soutint sa thèse à l'Université Yale, préparée sous la direction de G. Evelyn Hutchinson, en 1950. Ce travail, consacrée au cycle du strontium dans les milieux naturels, l'éloigna de sa vocation initiale pour l'ornithologie, pour l'initier au domaine émergent de l'écologie des systèmes. Partant d'une approche météorologique « du cycle global du strontium, [il] entrevit dès la fin des années 1940 que la Terre forme en elle-même un vaste écosystème. »
Encore étudiant à Yale, Howard amorça sa collaboration scientifique avec son frère Eugène. En 1953, ils publièrent le premier manuel d'écologie des systèmes de langue anglaise, Fundamentals of Ecology. Howard rédigea le chapitre consacré à l'énergétique, où il présentait sa terminologie des réseaux d'énergie (baptisée energese) qui, selon lui, devait permettre aux chercheurs en systémique de partager leurs analyses.

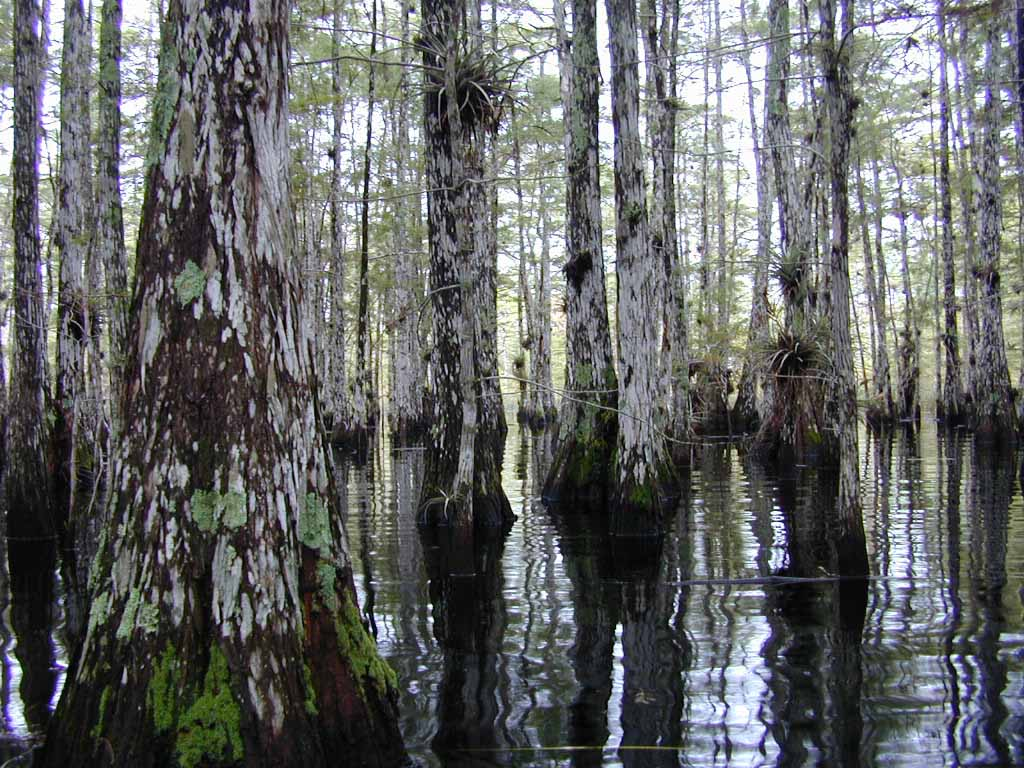
La ripisylve de Cypress Dome dans la réserve nationale de Big Cypress, en Floride.

De 1956 à 1963, Odum exerça les fonctions de directeur de l'Institut océanographique universitaire du Texas. À ce poste, sa conviction d'une interaction étroite entre les échanges énergétiques et la pression du milieu se renforça sensiblement. Il enseignait à l'université de Caroline du Nord au sein du Département de Zoologie, et fut professeur de la nouvelle chaire de sciences océanographiques jusqu'en 1970.
Cette année-là, il partit pour rejoindre l'université de Floride, où il put fonder le Centre de Politiques Environnementales, et le Centre d'Étude des Zones Humides en 1973. Odum poursuivit ses recherches pendant 26 ans jusqu'à sa retraite en 1996.
Tout au long des années 1960-1970, Odum présidait la commission Biome Tropical du Programme Biologique International. Bénéficiant d'une multitude de contrats de recherche financés par la Commission de l'énergie atomique des États-Unis, il y employait une centaine de chercheurs à l'étude de l'effet des radiations sur les forêts tropicales. Son projet de recherche pour l'université de Floride portait sur le recyclage des eaux d'égouts dans les ripisylves à cyprès, et constitue sans doute l'une des premières approches quantitatives de la phytoremédiation.

## Modèles pour l'écologie

### Approche intégrative en écologie
Dans sa thèse soutenue en 1950, H. T. Odum a redéfini l'écologie comme l'étude des écosystèmes « à leur niveau d’intégration naturel. » De là, il lui assignait comme objectif le classement des écosystèmes, considérés comme des monades complexes habitées de processus cycliques ; mais il entendait aussi qu'elle soit à même d'étendre les observations  communes aux écosystèmes au monde entier (à la biosphère), considéré comme un écosystème plus vaste. Selon Odum, le monde constitue un système cyclique de haute stabilité. Cette stabilité même, combinée au caractère cyclique, permettait selon Odum de recourir à une forme de téléologie pour prédire son évolution. D'autre part, Odum exprime dans sa thèse que le principe de sélection naturelle n'est pas simplement un constat empirique, mais qu'il peut s'interpréter de façon téléologique, comme un mécanisme de stabilité dans le temps. C'est pourquoi, dans son analyse du comportement dans le temps des systèmes complexes, Odum a cherché à voir dans la sélection naturelle un mécanisme de tous les écosystèmes, quelle que soit leur taille :

« Un énoncé plus général serait qu' un système stable dans le temps persiste plus longtemps qu'un système astable (...) La Nature produit des entités stationnaires par sélection naturelle. Bien sûr, la sélection naturelle dans les systèmes biologiques n'est qu'un cas particulier de ce principe (...) À cet égard, le principe de Le Chatelier peut s'interpréter comme le fait qu'un système doté d'un mécanisme auto-correcteur, l'a trouvé par sélection naturelle (...) La seconde loi de la thermodynamique constitue un autre cas particulier : dans la nature, un système isotherme est plus stable qu'un système anisotherme. »

— H. T. Odum , The Biogeochemistry of Strontium (1950), pp.7 et 10-11.
Odum considérait donc que le mécanisme de sélection naturelle pouvait être étendu au monde. Cette extension reposait sur sa définition du mot entité : une combinaison de propriétés qui demeurent à un certain degré stables dans le temps.

« Nous nous proposons ici d'étendre la notion de « sélection » au niveau de la nature entière et des grandes entités écologiques habitées à la fois de composantes biologiques et inorganiques. Nous postulons qu'il se fait une sélection naturelle entre tous les systèmes qui peuvent résulter d'une condition initiale donnée, et que les systèmes sélectionnés sont ceux qui développent des mécanismes de maintien de leur stabilité ; ce qui revient à postuler que la sélection naturelle des systèmes naturels entraîne la formation de telles entités. La raison pour laquelle les systèmes naturels ne peuvent tendre à se dissocier, c'est que cela les priverait d'un mécanisme d'autorégulation. Dès qu'un système obéit à ces conditions, il répond à la définition d'entité. »

— H. T. Odum , The Biogeochemistry of Strontium (1950), pp. 6, 8
Odum examine ensuite les conséquences de cette hypothèse :  

« Si l'on applique ce postulat à l'ensemble de la nature, la proposition qui en résulte est que la nature entière se trouve à l'état stationnaire, ou qu'elle prend la configuration la plus stable possible et constitue un système défini. Cela ne contredit pas nécessairement les évolutions dans l'histoire de la Terre, puisque ces changements peuvent être ceux d'un système plus vaste en régime stationnaire. »

— H. T. Odum , The Biogeochemistry of Strontium (1950), p.9

### Simulation des écosystèmes
En écrivant l'histoire du concept d’écosystème, Golley observe qu'Odum pensait par analogies. Il a, de ce point de vue, étendu l'analyse par blocs fonctionnels qui exploite les analogies entre les oscillateurs électriques, mécaniques, acoustiques, magnétiques et électroniques, aux écosystèmes.
Odum a recouru à l'analogie du circuit électrique pour modéliser les échanges d'énergie des écosystemes,. Le courant dans un circuit électrique était selon lui l'analogue du flux de matière (par ex. de carbonates) dans l’écosystème ; la charge d'un condensateur, les dépôts de matière. Il ajustait le modèle à l’écosystème à étudier en donnant à chaque composant électrique les caractéristiques électriques convenables.
Dans les années 1950, Odum présenta son analogie électrique des écosystèmes devant la Société américaine d'écologie. Il avançait que dans les systèmes écologiques, l'énergie se transfère sous l'action d'une « écoforce » analogue à la tension dans les circuits électriques.
Odum a imaginé une analogie fondée sur la loi d'Ohm pour rendre compte des flux d'énergie entre écosystèmes. Pour la thermodynamique des systèmes en équilibre, la loi d'Ohm constitue en effet un cas particulier de loi où le flux ({\displaystyle \varphi }) est proportionnel au potentiel thermodynamique ({\displaystyle X}) appliqué au conducteur ({\displaystyle C}). C'est-à-dire : {\displaystyle \varphi =C\cdot X}.
Kangas indique qu'Odum concluait de là que, comme les matériaux hors d'équilibre, la capacité de transfert de biomasse dans les écosystèmes doit varier en fonction de la quantité disponible. Pour simuler l'adaptation des écosystèmes , on peut faire varier la résistance d'un circuit. Dans ses simulations sur modèles électriques, Odum s'est efforcé de trouver une grandeur qui, pour les écosystèmes, soit l'analogue de la tension électrique : cette impulsion devait, d'une façon ou d'une autre, être reliée à ce que les écologues mesuraient depuis des années : la biomasse, exprimée en kg/ha ; et l'analogue de la conductivité, il l'a appelée « activité de la biomasse », sans préciser davantage sa nature.
Dans ces raisonnements analogiques, Odum devait résoudre deux questions: 
1. quel est l'équivalent électrique d'une fonction observable dans la nature?
2. pour chaque composant électrique d'un circuit, quel est son équivalent en écologie? Quel est l'analogue naturel d'une diode? Une telle fonction permet de stocker la biomasse après le coucher du soleil et de ne pas se dissiper.

### Une étude de cas: Silver Springs (1957)

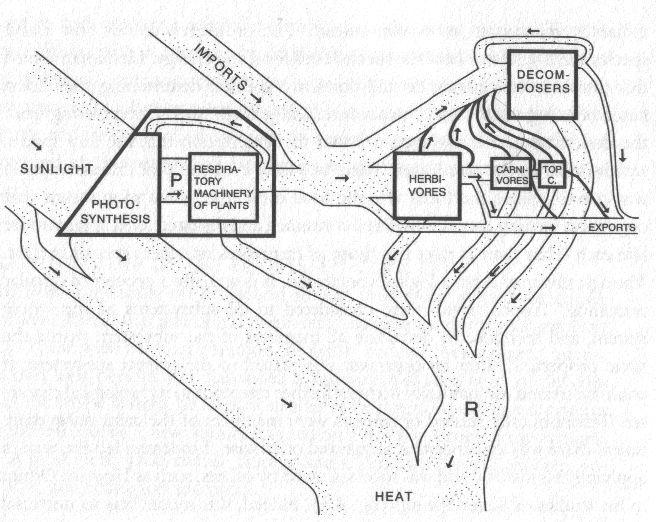
Diagramme énergétique de l'écosystème, d'après l'étude de Silver Springs.

Silver Springs est un ruisseau de Floride typique des cours d'eau à source unique, avec une température et une charge minérale constantes. L'étude qu'Howard Odum y a menée constitue la première analyse intégrale d'un écosystème.
Odum cherche d'abord à donner une description d'ensemble du milieu et emploie pour cela une méthode voisine des diagramme de Sankey d'usage courant en génie chimique : l'énergie et les réactifs circulent sur un graphe (cf. problème de flot maximum). La lettre H désigne les herbivores, C les carnivores, TC les superprédateurs et D les décomposeurs. Les carrés représentent les réservoirs biotiques et les ovales, les flux d'énergie ou les nutriments du système.
Sur ce diagramme, Odum « a reporté tous les flux d'entrée et de sortie par rapport à la rivière. Il a mesuré l'apport d'énergie solaire et le volume des précipitations, et tous les apports de matière organique (jusqu'aux croûtons de pain jetés aux canards par les touristes) , puis l'énergie restituée par la rivière. De cette façon, il a pu produire un bilan de biomasse de la rivière. »

### L’énergétique appliquée à la biologie et à l'écologie
Vers 1955, les frères Odum avaient été contactés par la Commission à l’Énergie Atomique pour mener des études de radioécologie sur les effets des retombées radioactives sur la forêt tropicale d'El Verde au Porto Rico, et sur les coraux et les eaux de l'atoll d'Eniwetok. Cet atoll était si radioactif qu'à leur arrivée, les frères Odum parvinrent à obtenir une autoradiographie d'un récif de corail en plaçant simplement du papier photographique dessus. C'étaient là les premières tentatives d'application des concepts énergétiques aux systèmes écologiques, le premier examen des implications des lois de la thermodynamique pour l'Environnement.
De ce point de vue, les cycles biogéochimiques sont régis par l'énergie rayonnée. Odum exprimait l'équilibre entre l'énergie apportée et restituée comme le rapport entre la production (P) et la respiration (R): P/R. Il classait les organismes aquatiques en fonction de leur taux P/R, et montra qu'il permettait nettement de distinguer les écosystèmes autotrophes des hétérotrophiques. Il semble qu'Odum ait emprunté cette idée aux travaux de son directeur de thèse, G. E. Hutchinson, pour qui une communauté biotique peut être assimilée à un organisme dans la mesure où on peut lui assigner un métabolisme propre ; toutefois, Golley remarque qu'Odum a cherché à caractériser les communautés biotiques par d'autres critères que ce rapport, au risque de contredire les principes de l'énergétique des systèmes.
Ne reculant pas devant les polémiques, Odum et Richard Pinkerton (un physicien de l'université de Floride), inspirés par les articles d'Alfred J. Lotka sur la dimension énergétique de l’Évolution, avancèrent que les systèmes naturels tendent à évoluer, non pour optimiser leur rendement énergétique, mais pour dissiper une puissance maximum. Odum alla même jusqu'à y voir une loi fondamentale de la thermodynamique.

### Coût énergétique de l'évolution
Vers la fin de sa carrière, H. T. Odum et le polémiste australien David « Scienceman » Slade développèrent le concept d'émergie comme cas particulier d'énergie fixée par le vivant (énergie grise). Il s'agissait de voir dans les systèmes naturels actuels les produits d'une consommation d'énergie fossile d'origine variée : « L'émergie est une mesure de l'énergie consommée par le passé, elle est donc différente de la mesure de l'énergie actuellement mobilisable. L'unité d'émergie (de l'énergie utilisée par le passé) est l'emjoule, pour la distinguer du joule, qui sert à mesure de l'énergie encore utilisable. » Cette distinction devait permettre d'énoncé un « principe de puissance émergétique maximum » qui aurait permis d'expliquer l'évolution des systèmes ouverts auto-organisés. Toutefois ce principe, qui n'est suggéré que par une poignée d’expériences, ne fait pas l’unanimité, dans la mesure où il se trouve en contradiction avec d'autres théories de la valeur reçues en science économique,.